# Catedral de Porto Príncipe
A Catedral de Nossa Senhora da Assunção (em francês:  Cathédrale Notre-Dame de L'Assomption), também conhecida como Catedral de Porto Príncipe (Cathédrale de Port-au-Prince), era uma catedral em Porto Príncipe, Haiti. Construída entre 1884 e 1914, foi dedicada em 13 de dezembro de 1928 e se tornou a catedral da Arquidiocese de Porto Príncipe.

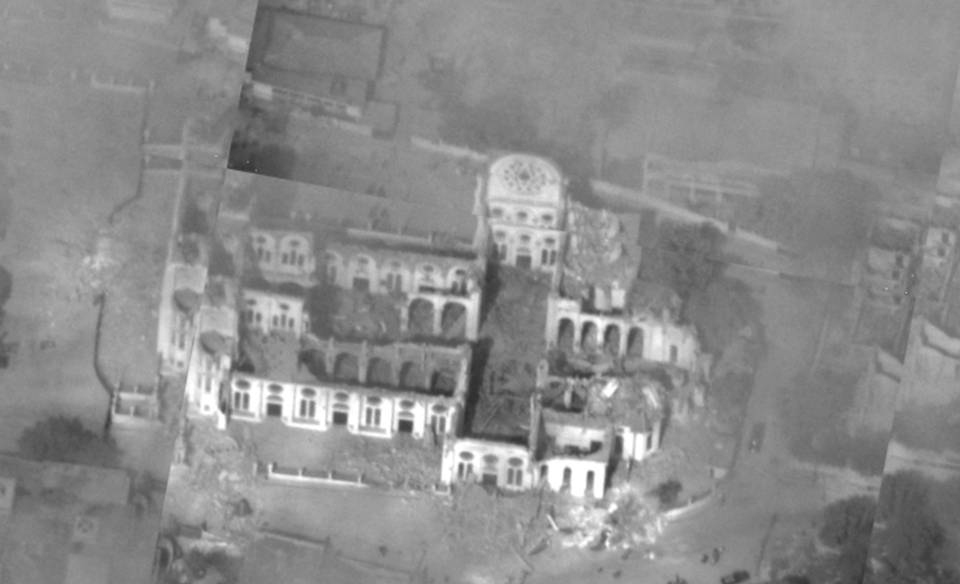
Fotografia aérea dos escombros da catedral, tirada dois dias depois do terremoto de 2010

O telhado e as torres laterais à entrada principal desabaram no sismo do Haiti de 2010, embora as partes mais baixas das paredes tenham permanecido em pé. O terremoto também destruiu a nunciatura e os escritórios arquidiocesanos, matando o arcebispo Joseph Serge Miot instantaneamente e o  vigário-geral Charles Benoit algum tempo depois.
Antes da sua destruição, a cúpula da torre norte servia como o farol frontal de um par que guiava navegantes para o porto de Porto Príncipe.

Destroços da catedral em janeiro de 2010